# 영산계성로
영산계성로(Yeongsangyeseong-ro)는 대한민국 경상남도 창녕군 영산면 영산IC사거리에서 장마면 잇는 도로이다.

## 주요 경유지
경상남도
- 창녕군 (영산면 . 계성면)

## 노선
| 이름              | 접속 노선                                      | 소재지            | 소재지            | 비고                  |
| 영산도천로와 직결 | 영산도천로와 직결                              | 영산도천로와 직결 | 영산도천로와 직결 | 영산도천로와 직결     |
| ----------------- | ---------------------------------------------- | ----------------- | ----------------- | --------------------- |
| 영산 나들목       | 45호선 중부내륙고속도로 국도 제79호선 (온천로) | 창녕군            | 영산면            | 국도 제79호선 구간    |
| 영산사거리        | 국도 제79호선 (영산장마로) 신영산로            | 창녕군            | 영산면            | 국도 제79호선 구간    |
| 영산중학교        |                                                | 창녕군            | 영산면            |                       |
| 명리 교차로       | 국도 제5호선 (경남대로)                        | 창녕군            | 계성면            |                       |
| 계성교            | 지방도 제1080호선 (계성화왕산로)               | 창녕군            | 계성면            | 지방도 제1080호선구간 |
| (이름 없음)       | 지방도 제1080호선 (계성장마로)                 | 창녕군            | 계성면            | 지방도 제1080호선구간 |
| 신당 교차로       | 국도 제5호선 (경남대로)                        | 창녕군            | 계성면            |                       |

## 주요 건물 및 시설
- 영산보건지소 (영산계성로 82/성내리 604-1)
- 영산중학교 (영산계성로 87/서리 253)
- 영산파출소 (영산계성로 96/성내리 613-2)
- 한국타이어 TBX영산점 (영산계성로 106/성내리 615-1)
- S-OIL 통일주유소 (영산계성로 255/명리 328-5)
- 계성면 행정복지센터 (영산계성로 258/명리 533-8)
- HD현대오일뱅크 공단주유소 (영산계성로 328/명리 316-4)
- GS25 창녕계성점 (영산계성로 453/계성리 186-3)
- 세븐일레븐 창녕계성중앙점 (영산계성로 462/신당리 715-5)
- SK에너지 계성주유소 (영산계성로 463/계성리 174-3)
- 창녕계성 우체국(영산계성로 467/계성리 608-1)